# Ioan Mocsony-Stârcea
Ioan Mocsony-Stârcea (ur. 16 maja 1909 w Czerniowcach, zm. 1992 w Szwajcarii) – rumuński polityk i więzień polityczny.

## Życiorys
W 1932 ukończył studia z języków nowożytnych na University of Cambridge. Był prywatnym sekretarzem króla Michała i szefem jego kancelarii (kwiecień—sierpień 1942), a następnie, do listopada 1944, marszałkiem dworu. Był naocznym świadkiem przewrotu z 23 sierpnia 1944 roku. Pracował w Ministerstwie Spraw Zagranicznych do komunistycznej czystki. 6 sierpnia 1947 został aresztowany w swych dobrach w Bulci w Banacie. Wyrok odsiadywał w więzieniu w Krajowej. W maju 1950 został aresztowany przez policję polityczną Securitate i poddany brutalnym przesłuchaniom (stracił wszystkie zęby) w związku ze „spiskiem" Lucrețiu Pătrășcanu. W kwietniu 1954 został oskarżony i skazany na 15 lat ciężkich robót. Wyrok odsiadywał w więzieniach: Aiud, Jilava, Pitești i Dej. W listopadzie 1962 został przewieziony do Câmpulung Muscel. Po dwóch latach zezwolono mu na wyjazd z Rumunii. Po wyjeździe z kraju osiadł w Szwajcarii.